# Mare de Déu de les Neus de Palou
La Mare de Déu de les Neus de Palou és una capella romànica de Lladurs (Solsonès) protegida com a Bé Cultural d'Interès Local.

## Descripció
Es tracta de les restes d'un mur d'una antiga capella romànica aïllada situada a la Serra de Palou, a prop de la masia del mateix nom, al poble de Timoneda de Lladurs. Només es conserva la part baixa d'un tram de mur fet de pedres tallades disposades en filades i unides amb morter.